# Mahogany Rush
Mahogany Rush – kanadyjska grupa rockowa. Powstała w 1970 w Montrealu, największe sukcesy odnosiła w latach siedemdziesiątych XX wieku, występując w 1978 na  California Jam II. Cechą charakterystyczną muzyki zespołu są partie solowe gitary lidera zespołu Franka Marino, silnie inspirowane grą Jimiego Hendrixa. Według miejskiej legendy Marino miał być odwiedzony we śnie przez ducha Hendrixa. Największy radiowy sukces odniósł utwór "Strange Dreams". Od końca lat siedemdziesiątych występowali jako "Frank Marino & Mahogany Rush".

## Członkowie zespołu
Obecni
- Frank Marino – wokal, gitara, instrumenty klawiszowe (1969-)
- Mick Layne – gitara (2000–)
- Avi Ludmer – skrzypce, gitary (2004-)
- Dave Goode – perkusja(2000–)
- Mark Weber – gitara basowa (2008–)

Byli członkowie
- Paul Harwood – gitara basowa (1970–1986)
- Jimmy Ayoub – perkusja (1970–1982)
- Phil Bech – instrumenty klawiszowe (1970–1974)
- Johnny McDiarmid – instrumenty klawiszowe (1970–1974)
- Vince Marino – gitary (1980–2000)
- Timm Biery – perkusja (1982–1999)
- Claudio Daniel Pesavento – instrumenty klawiszowe (1982–1989)
- Josh Trager – perkusja (1999–2000)
- Peter Dowse – gitara basowa (1986–2008)

## Dyskografia
- 1972 Maxoom (U.S. #159)
- 1974 Child of the Novelty (U.S. #74)
- 1975 Strange Universe (U.S. #84)
- 1976 Mahogany Rush IV (U.S. #175)
- 1977 World Anthem (U.S. #184)
- 1978 Live (U.S. #129)
- 1979 Tales of the Unexpected (U.S. #129)
- 1980 What's Next (U.S. #88)
- 1988 Double Live
- 1996 Dragonfly – The best of Frank Marino & Mahogany Rush
- 2000 Eye of the Storm
- 2004 Real Live! (podwójny CD album)
- 2008 Mahogany Rush IV / World Anthem (BGO Records BGOCD793 Remaster)
- 2009 Mahogany Rush Live / Tales of the Unexpected / What's Next (BGO Records BGOCD894 Remaster)